# Kandri (ort i Indien, Gadchiroli)
Kandri är en ort i Indien.   Den ligger i distriktet Gadchiroli och delstaten Maharashtra, i den centrala delen av landet, 1 000 km söder om huvudstaden New Delhi. Kandri ligger 310 meter över havet och antalet invånare är 8 125.
Terrängen runt Kandri är platt, och sluttar österut. Runt Kandri är det ganska glesbefolkat, med 50 invånare per kvadratkilometer. Det finns inga andra samhällen i närheten. I omgivningarna runt Kandri växer huvudsakligen savannskog.